# اوکسانا دومنینا
اوکسانا دومنینا (روسی: Оксана Александровна Домнина؛ زادهٔ ۱۷ اوت ۱۹۸۴) رقصنده روی یخ اهل روسیه است.